# Пересунько Галина Петрівна
Галина Петрівна Пересунько (22 жовтня 1938, село Корніївка, тепер Веселівського району Запорізької області — ?) — українська радянська діячка, шліфувальниця Мелітопольського заводу тракторних гідроагрегатів Запорізької області. Депутат Верховної Ради СРСР 8-го скликання.

## Біографія
Народилася в селянській родині. Освіта середня: закінчила середню школу.
У 1955—1958 роках — колгоспниця колгоспу «Победа» Веселівського району Запорізької області.
З 1958 року — учениця шліфувальниці, шліфувальниця автоматичного цеху Мелітопольського заводу тракторних гідроагрегатів міста Мелітополя Запорізької області. Ударник комуністичної праці.
Потім — на пенсії в місті Мелітополі Запорізької області.

## Нагороди
- медаль «За доблесну працю. В ознаменування 100-річчя з дня народження Володимира Ілліча Леніна» (1970)
- медалі